# Dirt Dash
Dirt Dash (ダートダッシュ?, Dāto Dasshu) è un simulatore di guida arcade sviluppato e pubblicato dalla Namco nel 1995, operante tramite la scheda madre Namco System Super 22.

## Modalità di gioco
Dirt Dash è un gioco di corse fuoristrada, in cui il giocatore guida una delle quattro auto disponibili su un'unica pista a disposizione il più rapidamente possibile. Come i precedenti titoli di corse arcade Namco, esso applica un limite di tempo rigoroso e un sistema di checkpoint: il successo è misurato dalla velocità con cui il giocatore riesce ad attraversare il tracciato prima di tagliare il traguardo finale o ritirarsi a causa dello scadere del tempo.
Il titolo non ha il concetto di "giri", perché il circuito è trattato come un viaggio lineare da un inizio definito a una fine definita. Ci sono auto controllate dal computer che devono essere evitate, con l'obiettivo generale di finire al primo posto. Le auto avversarie non sono coperte dalle stesse rigide regole: esistono esclusivamente per fornire un ulteriore livello di sfida al gioco.

## Accoglienza
In Giappone, la rivista Game Machine elencò Dirt Dash nel numero del 15 febbraio 1996 come la terza unità arcade di maggior successo del mese.